# Decreto di secessione

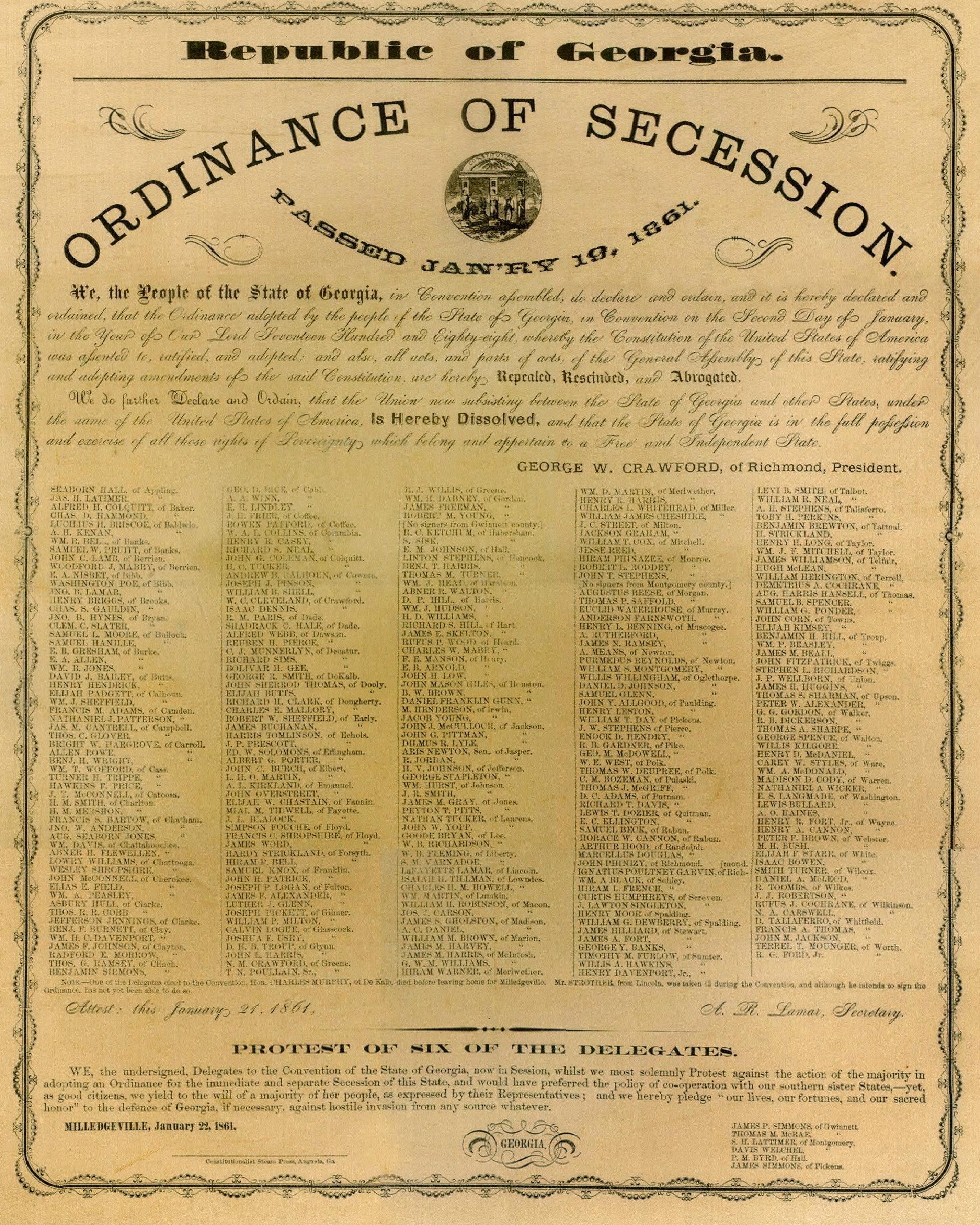
Facsimile del Decreto di Secessione firmato da 293 delegati della Convenzione per la Secessione della Georgia a Milledgeville il 21 gennaio 1861

Il decreto di secessione (Ordinance of Secession in lingua originale) è il nome generalmente dato ai documenti redatti e ratificati nel 1860 e 1861 da ciascuno dei tredici stati del sud e del Territorio dell'Arizona, che formalmente si separarono dagli Stati Uniti d'America. Gli stati secessionisti formarono la Confederazione degli Stati d'America che reclamò inoltre il Territorio dell'Arizona, grosso modo le metà meridionali degli attuali Arizona e Nuovo Messico.
Durante la guerra civile, gli stati del Missouri e del Kentucky misero in competizione gli stati confederati e unionisti, proclamando l'autorità sui loro stati.
Il decreto di secessione del Missouri fu approvato da una sessione legislativa convocata da Claiborne Fox Jackson, il governatore favorevole allo stato confederato. Quello del Kentucky fu approvato da una Convenzione di 200 persone in rappresentanza di 65 contee dello stato, ma senza l'appoggio del governo unionista dello stato. La Confederazione cedette ufficialmente entrambi gli stati nel 1862, sebbene essi venissero contestati fra i contendenti durante tutta la guerra.
Il decreto della Virginia fu approvato con un referendum ma respinto da 26 contee nelle zone settentrionali e occidentali dello stato (con la Wheeling Convention, dalla Virginia si staccarono nel 1861 50 contee che diedero origine a un nuovo stato, la Virginia Occidentale, che si schierò dalla parte dell'Unione).
Georgia, Mississippi, Carolina del Sud e Texas pure redassero separati Decreti di secessione, nei quali spiegavano i motivi della loro decisione.
| Stato                   | Data             | Referendum       | Voto             |
| ----------------------- | ---------------- | ---------------- | ---------------- |
| Carolina del sud        | 20 dicembre 1860 |                  |                  |
| Mississippi             | 9 gennaio 1861   |                  |                  |
| Florida                 | 10 gennaio 1861  |                  |                  |
| Alabama                 | 11 gennaio 1861  |                  |                  |
| Georgia                 | 19 gennaio 1861  |                  |                  |
| Louisiana               | 26 gennaio 1861  |                  |                  |
| Texas                   | 1 febbraio 1861  | 23 febbraio 1861 | 46 153 – 14 747  |
| Territorio dell'Arizona | 16 marzo 1861    |                  |                  |
| Virginia                | 17 aprile 1861   | 23 maggio        | 132 201 – 37 451 |
| Arkansas                | 6 maggio 1861    |                  |                  |
| Tennessee               | 6 maggio 1861    | 8 giugno         | 104 471 – 47 183 |
| Carolina del Nord       | 20 maggio 1861   |                  |                  |
| Missouri                | 31 ottobre 1861  |                  |                  |
| Kentucky                | 20 novembre 1861 |                  |                  |